# Komisja Ekspertów przy MKS w Gdańsku
Komisja Ekspertów przy Międzyzakładowym Komitecie Strajkowym w Gdańsku – grupa doradców Prezydium Międzyzakładowego Komitetu Strajkowego, działająca w sierpniu 1980 w czasie negocjacji strajkujących w Stoczni Gdańskiej z komisją rządową kierowaną przez Mieczysława Jagielskiego.

## Geneza, skład i działalność

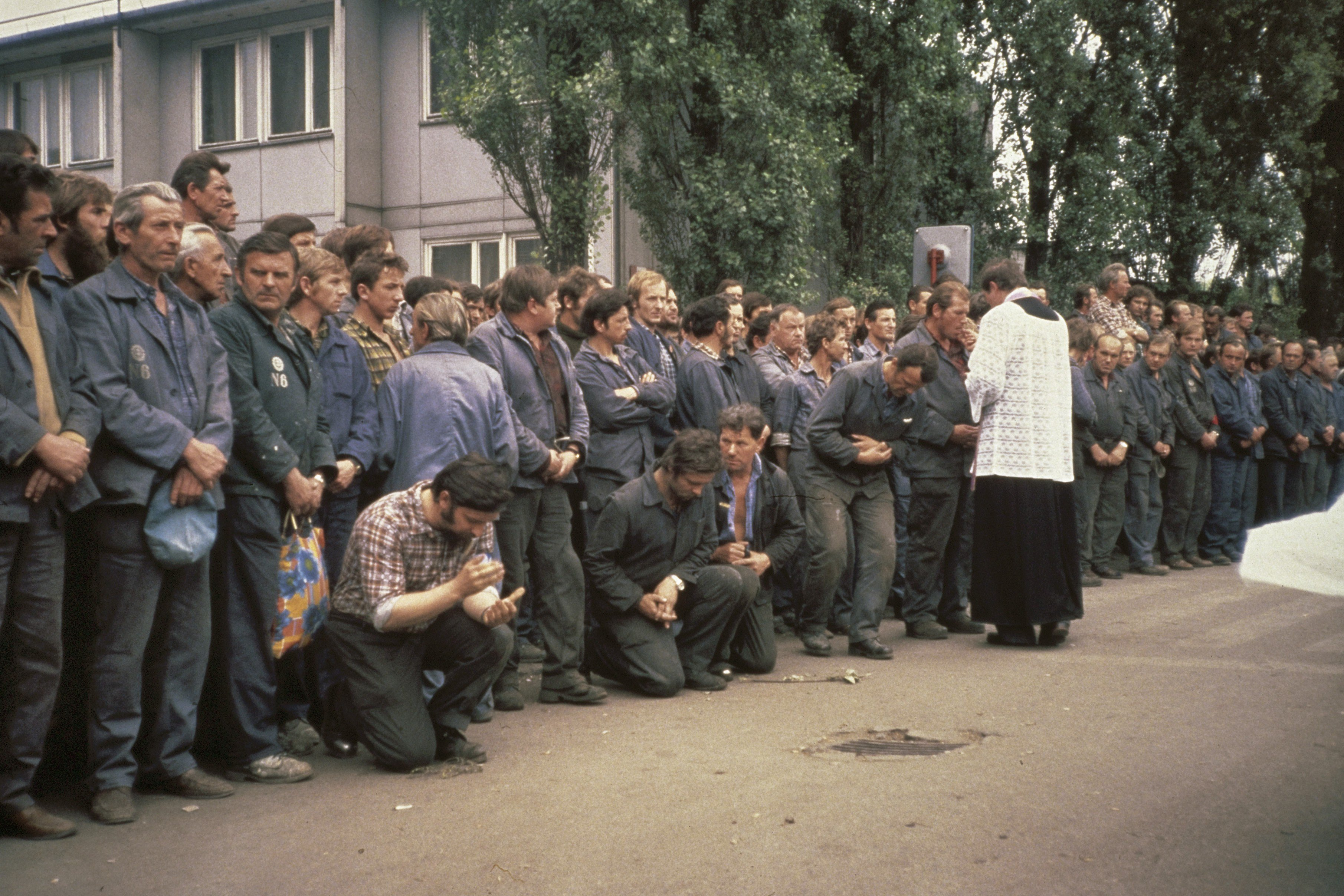
Strajk sierpniowy w Stoczni Gdańskiej

W dniu 22 sierpnia 1980 Tadeusz Mazowiecki i Bronisław Geremek znaleźli się w strajkującej od 14 sierpnia 1980 Stoczni Gdańskiej im. W. Lenina. Przywieźli ze sobą skierowany do robotników i władz PRL podpisany przez intelektualistów warszawskich apel o podjęcie rozmów, tzw. Apel 64. Na prośbę prezydium MKS podjęli się sformowania grupy doradców wspierających strajk. Komisja została formalnie powołana 24 sierpnia 1980. W jej skład weszli poza T. Mazowieckim (powołanym na przewodniczącego) i B. Geremkiem – Bohdan Cywiński, Tadeusz Kowalik, Waldemar Kuczyński i Andrzej Wielowieyski (którego następnie umocowała dodatkowo Konferencja Episkopatu Polski), przybyli w tym dniu z Warszawy oraz Jadwiga Staniszkis znajdująca się już w stoczni. Członkiem komisji miał również zostać Leszek Kubicki, który jednak w ostatniej chwili zrezygnował, nie decydując się na występowanie po stronie strajkującej. W kolejnych dniach komisję wsparli także Jerzy Stembrowicz (który zastąpił L. Kubickiego), Jan Strzelecki, Andrzej Stelmachowski, Jan Olszewski i Wiesław Chrzanowski (dwaj ostatni od 29 sierpnia). Ponadto MKS był wspierany przez trójmiejskich prawników Lecha Kaczyńskiego i Jacka Taylora. W Warszawie projekt statutu niezależnego związku przygotowywali Jan Olszewski, Wiesław Chrzanowski i Władysław Siła-Nowicki. W stoczni znaleźli się w dniu 29 sierpnia wysłannicy Episkopatu Polski Andrzej Święcicki i Romuald Kukołowicz, ale nie mieli wpływu na przebieg negocjacji.
W czasie negocjacji z komisją rządową komisja ekspertów uczestniczyła w rozmowach plenarnych po stronie Prezydium MKS, a także wydelegowała T. Mazowieckiego, T. Kowalika i J. Staniszkis do prac tzw. komisji roboczej, w skład której wchodzili także członkowie prezydium MKS i przedstawiciele strony rządowej, przygotowującej wstępne propozycje na rozmowy plenarne. Również komisja rządowa korzystała z pomocy ekspertów: Józefa Pajestki, Antoniego Rajkiewicza i Czesława Jackowiaka.
Komisja ekspertów odegrała zasadniczą rolę w wypracowaniu głównego punktu porozumienia ze stroną rządową, dotyczącego wolności zrzeszania się w związki zawodowe, proponując formułę związków „niezależnych i samorządnych”, które jednocześnie akceptowały kierowniczą rolę PZPR „w państwie” (zamiast „w społeczeństwie”, jak brzmiał zapis Konstytucji PRL). J. Staniszkis uznała taki zapis za nazbyt kompromisowy i zrezygnowała z prac w komisji przed końcem negocjacji.
Po podpisaniu porozumienia w dniu 31 sierpnia 1980 komisja ekspertów zakończyła prace w dotychczasowym składzie, a Międzyzakładowy Komitet Strajkowy przekształcił się w Międzyzakładowy Komitet Założycielski, którego celem była rejestracja niezależnego związku. MKZ powołał kolejną grupę doradców w składzie: Lech Kaczyński, Jacek Kuroń i Edward Lipiński (ten ostatni w praktyce nie uczestniczył w pracach grupy). Niektórzy doradcy (B. Geremek, T. Kowalik) pozostali w Gdańsku, aby doradzać związkowcom. W Warszawie natomiast część doradców (przede wszystkim T. Mazowiecki, J. Olszewski, W. Chrzanowski) podjęła prace nad nową ustawą o związkach zawodowych i kontynuowała prace nad statutem nowego związku.